# 荆州北站
荆州北站位于湖北省荆州市沙市区，是荆沙铁路的一座车站，货运四等站 (中鐵)四等站以下；车站建于1989年5月，距离荆门南站70.4公里。

## 历史
- 1989年5月18日荆沙铁路建成通车，江陵站一同启用。
- 1996年江陵站更名为荆州站。
- 2008年12月为荆州站[3]。
- 未知时间荆州站该名为荆州南站
- 2012年为荆州南站[1]
- 2013年1月8日更名为荆州北站[4]。